# Мусурана звичайна
Мусурана звичайна (Clelia clelia) — отруйна змія з роду Мусурана родини Вужеві. Має 3 підвиди.

## Опис
Загальна довжина досягає 2,4 м. Голова вузька. Тулуб стрункий, циліндричний з гладенькою лускою. Щитки поміж очима та ніздрями більші ніж у інших представників цього роду. Дорослі мусурани зовсім чорні, молоді особини — червоні з чорною «шапочкою» на кінчику голови й білим «комірцем».

## Спосіб життя
Полюбляє тропічні ліси. Активна вночі. Харчується зміями, особливо ямкоголовими, ящірками та гризунами.
Отрута не становить загрози для людини, не зафіксовані смертельні випадки серед людей. Навпки здійснюються заходи із збільшення популяції звичайної мусурани (зокрема у Бразилії) для боротьби із гримучими зміями, яких остання особливо часто вживає. При цьому отрута гримучих змій зовсім не шкодить мусурані звичайній.
Це яйцекладна змія. Самиця відкладає до 50 яєць.

## Розповсюдження
Мешкає від півдня Мексики через Центральну Америку до Бразилії, Уругваю, Парагваю й Перу. Зустрічається також на Антильських островах.

## Підвиди
- Clelia clelia clelia
- Clelia clelia groomei
- Clelia clelia immaculata